# تشارلز راسيل (لاعب كريكت)
تشارلز راسيل (بالإنجليزية: Charles Russell)‏ (14 مايو 1814 - 12 يونيو 1859) هو لاعب كريكت بريطاني (وحمل سابقاً جنسية المملكة المتحدة لبريطانيا العظمى وأيرلندا).